# Gustav Heller (Chemiker)
Gustav Heller (* 23. August 1866 in Rheydt; † 5. März 1946 in Leipzig) war ein deutscher Chemiker und Hochschullehrer an der Universität Leipzig.
Heller studierte 1886 bis 1890 in Berlin, Würzburg und Heidelberg. 1890 promovierte er in Würzburg zum Dr. phil. bei Emil Fischer mit der Dissertation „Über die Einwirkung von Kohlenoxysulfid, Phosgen und Chlorkohlensäureester auf Phenylhydrazin“. 1890 wurde er Privatassistent in Würzburg, 1891 bis 1900 Mitarbeiter des wissenschaftlichen Labors der Farbwerke Hoechst, 1904–1930 Assistent am Laboratorium für angewandte Chemie und Pharmakologie der Universität Leipzig. Heller hat das synthetische Anthrachinon (Saatschutzmittel) erfunden. 1904 folgte die Habilitation für Farbenchemie an der Universität Leipzig  mit der Arbeit: „Über das Verhalten von Anilin und seinen Homologen gegen Dihalogenessigsäure“. Bis 1911 lehrte er als Privatdozent, dann lehrte er als nichtplanmäßiger außerordentlicher Professor für Chemie an der Universität Leipzig. Sein Schwerpunkt war die Teerfarbenchemie. Im November 1933 unterzeichnete er das Bekenntnis der deutschen Professoren zu Adolf Hitler.

## Publikationen (Auswahl)
- Über die Konstitution des Anthranils, Stuttgart 1916.
- Über Isatin, Isatyd, Dioxindol und Indophenin, Stuttgart 1931